# 2-氰基-3-苯基丙烯酸乙酯
2-氰基-3-苯基丙烯酸乙酯是一种有机化合物，化学式为C12H11NO2。

## 合成与反应
2-氰基-3-苯基丙烯酸乙酯可由苯甲醛和氰乙酸乙酯在乙醇中反应得到，该反应的动力学研究表明，在氨丙基功能化二氧化硅（APS）催化时，苯甲醛为零级，氰乙酸乙酯为一级。
它和次氯酸钠反应，可以得到环氧化物（2-氰基-3-苯基环氧丙酸乙酯）。它在钯催化下加氢，可以得到α-氰基苯丙酸乙酯；在氯化钴催化下，它可以被硼氢化钠还原为α-羟甲基苯丙腈。